# Velká nad Veličkou (stacja kolejowa)
Velká nad Veličkou – stacja kolejowa w miejscowości Velká nad Veličkou, w kraju południowomorawskim, w Czechach. Znajduje się na wysokości 325 m n.p.m..
Na stacji istnieje możliwość zakupu biletów i rezerwacji miejsc.

## Linie kolejowe
- 343 Hodonín - Veselí nad Moravou - Vrbovce